# Oswyn Murray
Oswyn Murray (ur. 26 marca 1937) – historyk starożytnej Grecji, emerytowany profesor Balliol College na Oxford University. Jeden z redaktorów serii "Oxford History of the Classical World".

## Wybrane publikacje
- Sympotica: A symposium on the symposion, Oxford University Press, 1990, ISBN 0-19-815004-0.
- Early Greece, Harvard University Press, 1993, ISBN 0-674-22132-X.

## Polskie wydania
- Narodziny Grecji, Prószyński i S-ka, 2004.